# Гайнау (Німеччина)
Гайнау (нім. Hainau) — громада в Німеччині, розташована в землі Рейнланд-Пфальц. Входить до складу району Рейн-Лан. Складова частина об'єднання громад Наштеттен.
Площа — 3,31 км2. Населення становить 169 ос. (станом на 31 грудня 2020).